# Globes de cristal (arts et culture)
Pour les articles homonymes, voir Globe de cristal.
 (janvier 2016).
Si vous disposez d'ouvrages ou d'articles de référence ou si vous connaissez des sites web de qualité traitant du thème abordé ici, merci de compléter l'article en donnant les références utiles à sa vérifiabilité et en les liant à la section « Notes et références ».
Les Globes, anciennement Globes de cristal, est une cérémonie de récompenses françaises décernées par la presse dans le domaine des arts et de la culture. L'édition de 2020 n'a pas pu avoir lieu du fait du coronavirus. Il n'y a pas eu de cérémonie depuis.

## Historique

### Fonctionnement
Les Globes de cristal ambitionnent de récompenser les réalisations, créations et travaux français les plus exceptionnels de l'année écoulée dans le domaine de l'art et la culture. Des nominations sont établies fin décembre, suivies de la désignation des lauréats dans sept disciplines : cinéma (meilleurs film, acteur et actrice), télévision (meilleur téléfilm ou série), théâtre (meilleurs pièce, comédien, comédienne et one man show), musique (meilleurs comédie musicale, interprète féminine et interprète masculin), littérature (meilleur roman ou essai), exposition et mode (meilleur créateur).
En 2017, ces deux dernières sections disparaissent au profit des catégories du meilleur film étranger au cinéma et de la meilleure série étrangère à la télévision. D'autres domaines ont également été abandonnés depuis les premières éditions : design, bande-dessinée, architecture et arts plastiques.
Un jury, composé d'une vingtaine de journalistes désignés par cooptation, renouvelé chaque année et présidé par une personnalité des médias ou de la culture, a pour mission de fixer au préalable une liste de cinq nominations dans quatorze catégories. Cette liste est ensuite communiquée à des journalistes possédant le droit de vote, issus de la presse écrite, audiovisuelle, nationale et locale. Les votants, dont le nombre varie entre 15 000, 1 500 et 5 000 selon les sources,,, reçoivent un bulletin de vote par mail et ont à désigner les gagnants dans chaque catégorie. Le vote est anonyme. Les lauréats du Globe sont ceux qui auront rassemblé sur leur nom le plus de suffrages. Tout nouveau journaliste souhaitant participer au vote doit en faire la demande sur le site Internet des prix. L'organisateur de cet événement est Serge Benaïm.
À l'exception de la première année où la cérémonie s'est déroulée au palais du Luxembourg, toutes les éditions entre 2007 et 2018 se sont déroulées au Lido. Depuis l’édition 2019, la cérémonie a lieu à la Salle Wagram à Paris.
La cérémonie a été télédiffusée sur différentes chaînes : Paris Première, France 3, Virgin 17, Chérie 25, D17 et C8.

## Liste des cérémonies
| Année | Édition | Date                                                                                   | Lieu                 | Diffuseur      | Président du jury      | Maître de cérémonie                      |
| ----- | ------- | -------------------------------------------------------------------------------------- | -------------------- | -------------- | ---------------------- | ---------------------------------------- |
| 2006  | 1re     | 13 Mars 2006 à 20 h (diffusion en direct)                                              | Palais du Luxembourg | ?              | Patrick Poivre d'Arvor | ?                                        |
| 2007  | 2e      | 5 Février 2007 à 20 h (diffusion en direct)                                            | Lido                 | Paris Première | Pierre Lescure         | André Manoukian et Élisabeth Quin        |
| 2008  | 3e      | 11 février 2008 à 22 h 30 (diffusion en direct)                                        | Lido                 | Paris Première | Bernard-Henri Lévy     | Xavier de Moulins et Élisabeth Quin      |
| 2009  | 4e      | 2 février 2009 à 23 h (diffusion en direct)                                            | Lido                 | France 3       | Jacques Attali         | Jean-Luc Delarue et Carole Gaessler      |
| 2010  | 5e      | 8 février 2010 à 20 h 50 (diffusion en direct)                                         | Lido                 | Virgin 17      | Denis Olivennes        | Anne Roumanoff et Patrick Poivre d'Arvor |
| 2011  | 6e      | 7 février 2011 à 20 h 45 (diffusion en direct)                                         | Lido                 | France 3       | Franz-Olivier Giesbert | Yves Lecoq                               |
| 2012  | 7e      | 6 février 2012 à 23 h 40 (diffusion en direct)                                         | Lido                 | France 3       | Nicolas Demorand       | Julien Lepers                            |
| 2013  | 8e      | 4 février 2013 à 20 h 45 (diffusion en direct)                                         | Lido                 | Chérie 25      | Hervé Bourges          | Véronique Mounier et Yves Lecoq          |
| 2014  | 9e      | 10 mars 2014 à 22 h 30 (diffusion en direct)                                           | Lido                 | D17            | Guillaume Durand       | Valérie Bénaïm                           |
| 2015  | 10e     | 13 avril 2015 à 22 h 30 (diffusion en direct)                                          | Lido                 | D17            | Christine Kelly        | Justine Fraioli et Bernard Montiel       |
| 2016  |         | 8 février 2016 - Édition annulée à la suite des attentats du 13 novembre 2015 à Paris. |                      |                |                        |                                          |
| 2017  | 11e     | 30 janvier 2017 (diffusée en léger différé)                                            | Lido                 | C8             | Catherine Deneuve      | Estelle Denis et Artus                   |
| 2018  | 12e     | 12 février 2018 (diffusion en différé le 15 Février à 21 h)                            | Lido                 | TV5 Monde      | Isabelle Huppert       | Kévin Razy                               |
| 2019  | 14e*    | 4 février 2019 à 23 h (diffusion en direct)                                            | Salle Wagram         | Paris Première | Juliette Binoche       | Rossy de Palma                           |
| 2020  | 15e*    | 14 mars 2020 - Édition annulée à la suite de la Pandémie de Covid-19 en France         | Salle Wagram         | C8             | Monica Bellucci        | Jonathan Cohen                           |

- L'édition 2019 est nommée 14e, celle de 2020 nommée 15e

## Palmarès
Note : L’année indiquée est celle de la cérémonie, récompensant les spectacles de l’année précédente. Les lauréats sont indiqués en tête de chaque catégorie et en caractères gras.

### 2006
La cérémonie se déroule au Palais du Luxembourg le 13 mars 2006 à 20h.
- Président du jury : Patrick Poivre d'Arvor

Cinéma / Télévision
- Meilleur film :
  - De battre mon cœur s'est arrêté
  - Joyeux Noël
  - Les Poupées russes
- Meilleur acteur : Romain Duris pour le rôle de Thomas Seyr dans De battre mon cœur s'est arrêté
- Meilleure actrice : 
  - Nathalie Baye
  - Marion Cotillard pour le rôle de Alice dans Ma vie en l'air
- Meilleur(e) téléfilm ou série télévisée : Kaamelott, saison 1
- Meilleure émission télévisée : Ushuaïa Nature

Musique
- Meilleure interprète féminine : Camille
- Meilleur interprète masculin : Alain Souchon

Théâtre
- Meilleur spectacle de danse ou opéra : Battuta de Bartabas
- Meilleur one-man-show : La Vie normale de Gad Elmaleh

Littérature
- Meilleur roman ou essai : Le Dictionnaire Égoïste de Charles Dantzig
- Meilleur(e) bande dessinée ou beau livre : Histoires inédites du Petit Nicolas de René Goscinny et Sempé

Arts
- Meilleur designer : Florence Doléac
- Meilleur architecte : Jean Nouvel
- Meilleur artiste plasticien : Raymond Depardon
- Meilleur créateur de mode : Jean-Paul Gaultier

### 2007
La cérémonie se déroule au Lido et est retransmise en direct sur Paris Première, le 5 février 2007 à 20 h.
- Président du jury : Pierre Lescure
- Maîtres de cérémonie : André Manoukian et Élisabeth Quin

Cinéma / Télévision
- Meilleur film : Ne le dis à personne
- Meilleur acteur : François Cluzet
- Meilleure actrice : Léa Drucker
- Meilleur(e) téléfilm ou série télévisée : Petits Meurtres en famille
- Meilleur(e) documentaire ou émission télévisée : Chirac : Le Jeune Loup et le Vieux Lion de Patrick Rotman

Musique
- Meilleure interprète féminine : Olivia Ruiz
- Meilleur interprète masculin : Philippe Katerine

Théâtre
- Meilleur spectacle de danse ou opéra : Macadam Macadam de Blanca Li
- Meilleure pièce de théâtre : Cyrano de Bergerac d'Edmond Rostand à la Comédie-Française
- Meilleur one-man-show : La Folle et Véritable Histoire de Luigi Prizzoti d'Édouard Baer

Littérature
- Meilleur roman ou essai : Marilyn dernières séances de Michel Schneider
- Meilleur(e) bande dessinée ou beau livre : Le Photographe d'Emmanuel Guibert et Didier Lefèvre

Arts
- Meilleur artiste plasticien : Gérard Rondeau
- Meilleur architecte : Jakob + MacFarlane
- Meilleur designer : Ora-ïto
- Meilleur créateur de mode : John Galliano

### 2008
La cérémonie se déroule au Lido et est retransmise en direct sur Paris Première, le 11 février 2008 à 22 h 30.
- Président du jury : Bernard-Henri Lévy
- Maîtres de cérémonie : Xavier de Moulins et Élisabeth Quin

Globe d'honneur
- Ayaan Hirsi Ali

Cinéma / Télévision
- Meilleur film : Persepolis
- Meilleur acteur : Romain Duris
- Meilleure actrice : Cécile de France
- Meilleur(e) téléfilm ou série télévisée : René Bousquet ou le Grand Arrangement
- Meilleur documentaire : Elle s'appelle Sabine de Sandrine Bonnaire

Musique
- Meilleure interprète féminine : Rose
- Meilleur interprète masculin : Thomas Dutronc

Théâtre
- Meilleur spectacle de danse ou opéra : L'Amour / La Danse de Maurice Béjart
- Meilleure pièce de théâtre : Good Canary au théâtre Comédia
- Meilleur one-man-show : Anne a 20 ans d'Anne Roumanoff

Littérature
- Meilleur roman ou essai : La Stratégie des antilopes de Jean Hatzfeld
- Meilleure bande dessinée : La Vie secrète des jeunes de Riad Sattouf

Arts
- Meilleure exposition : Gustave Courbet au Grand Palais
- Meilleur architecte ou designer : Arik Lévy
- Meilleur créateur de mode : Alber Elbaz

### 2009
La cérémonie se déroule au Lido et est retransmise en direct sur France 3, le 2 février 2009 à 23 h.
- Président du jury : Jacques Attali
- Maîtres de cérémonie : Jean-Luc Delarue et Carole Gaessler

Globe d'honneur
- Roberto Alagna

Mention spéciale du jury
- Guillaume Depardieu (à titre posthume)

Cinéma / Télévision
- Meilleur film : Mesrine : L'Instinct de mort
- Meilleur acteur : Vincent Cassel pour Mesrine : L'Instinct de mort
  - Kad Merad pour Bienvenue chez les Ch'tis
- Meilleure actrice : Sylvie Testud pour Sagan
- Meilleur(e) téléfilm ou série télévisée : Sagan
- Meilleur documentaire : 9/3 : Mémoire d'un territoire de Yamina Benguigui

Musique
- Meilleure interprète féminine : Anaïs
- Meilleur interprète masculin : Julien Doré

Théâtre
- Meilleur spectacle de danse ou opéra : Blanche-Neige d'Angelin Preljocaj
- Meilleure pièce de théâtre : La Vie devant soi, mise en scène de Didier Long au théâtre de l'Œuvre
- Meilleure comédie musicale : Le Soldat rose de Louis Chedid et Dominique Burgaug
- Meilleur one-man-show : Valérie Lemercier au Palace

Littérature
- Meilleur roman ou essai : Où on va, papa ? de Jean-Louis Fournier
- Meilleure bande dessinée : Une vie de chat de Philippe Geluck

Arts
- Meilleure exposition : Picasso et les Maîtres au Grand Palais
- Meilleur architecte ou designer : Andrée Putman
- Meilleur créateur de mode : Isabel Marant

La cérémonie a surtout été reprise dans les médias en raison d'une polémique concernant une plaisanterie, jugée vulgaire, de Jean-Luc Delarue. Au moment de remettre sa récompense à Yamina Benguigui, celui-ci demande à la réalisatrice : « Vous voulez que je vous tienne votre globe ?.. ou vos globes ? » (celle-ci étant vêtue d'une robe noire à décolleté laissant apparaître une partie de sa poitrine) suivi d'une grimace. L'animateur du service public présente des excuses quelques jours plus tard.

### 2010
La cérémonie se déroule au Lido et est retransmise en direct sur Virgin 17, le 8 février 2010 à 20 h 50.
- Président du jury : Denis Olivennes
- Maîtres de cérémonie : Anne Roumanoff et Patrick Poivre d'Arvor

Globe d'honneur
- Danielle Darrieux
- Pépite de cristal : Alain Passard (chef cuisinier)

Cinéma
- Meilleur film : Un prophète de Jacques Audiard
- Meilleur acteur : Tahar Rahim pour Un prophète
- Meilleure actrice : Isabelle Adjani pour La Journée de la jupe
- Meilleur(e) téléfilm ou série télévisée : Pigalle, la nuit (Canal+)
- Meilleur documentaire : Apocalypse, la Seconde Guerre mondiale

Théâtre
- Meilleur spectacle de danse ou opéra : La Flûte enchantée[Où ?]
- Meilleure pièce de théâtre : Des gens de Raymond Depardon et Zabou Breitman au théâtre du Petit-Montparnasse
- Meilleure comédie musicale : La Mélodie du bonheur au théâtre du Châtelet
- Meilleur one-man-show : Mother Fucker de Florence Foresti

Musique
- Meilleure interprète féminine : Olivia Ruiz
- Meilleur interprète masculin : Benjamin Biolay

Littérature
- Meilleur roman : D'autres vies que la mienne d'Emmanuel Carrère
- Meilleure bande dessinée : Happy sex de Zep

Arts
- Meilleure exposition : Pierre Soulages au Centre Georges-Pompidou
- Meilleur designer, architecte ou photographe : Philippe Starck
- Meilleur créateur de mode : Stefano Pilati pour Yves Saint-Laurent

### 2011
La cérémonie se déroule au Lido et est retransmise en léger différé sur France 3, le 7 février 2011 à 20 h 45.
- Président du jury : Franz-Olivier Giesbert
- Maître de cérémonie : Yves Lecoq

Globe d'honneur
- Pierre Arditi

Cinéma / Télévision
- Meilleur film :
  - L'Arnacœur de Pascal Chaumeil
  - Des hommes et des dieux
- Meilleur acteur : Michael Lonsdale pour Des hommes et des dieux
  - Éric Elmosnino pour le rôle de Serge Gainsbourg dans Gainsbourg (vie héroïque)
  - François Cluzet pour le rôle de Max, l'époux de Véronique dans Les Petits Mouchoirs
- Meilleure actrice : Kristin Scott Thomas pour Elle s'appelait Sarah
- Meilleur(e) téléfilm ou série télévisée : Carlos d'Olivier Assayas

Théâtre
- Meilleure pièce de théâtre : Miam-miam d'Édouard Baer
- Meilleure comédie musicale : Mamma Mia ! au théâtre Mogador
- Meilleur one-man-show : Dernière avant Vegas d'Audrey Lamy

Musique
- Meilleure interprète féminine : Yael Naïm
- Meilleur interprète masculin : Ben l'Oncle Soul

Littérature
- Meilleur roman ou essai : Le Quai de Ouistreham de Florence Aubenas

Arts
- Meilleure exposition : Basquiat au Musée d'art moderne de la ville de Paris
- Meilleur créateur de mode : Jean-Paul Gaultier

### 2012
La cérémonie est diffusée en direct du Lido sur France 3, le 6 février 2012 à 23 h 40.
- Président du jury : Nicolas Demorand
- Maître de cérémonie : Julien Lepers

Globe d'honneur
- Éric Reinhardt

Cinéma / Télévision
- Meilleur film : Intouchables d'Olivier Nakache et Éric Toledano
- Meilleur acteur : Omar Sy pour Intouchables
- Meilleure actrice : Karin Viard et Marina Fois pour Polisse
- Meilleur(e) téléfilm ou série télévisée : Flics de Thierry Petit, Simon Jablonka et Olivier Marchal

Théâtre
- Meilleure pièce de théâtre : Un fil à la patte de Georges Feydeau, mise en scène par Jérôme Deschamps à la Comédie-Française
- Meilleure comédie musicale : Dracula, l'amour plus fort que la mort, mise en scène de Kamel Ouali au palais des sports de Paris
- Meilleur one-man-show : Liberté (très) surveillée de Stéphane Guillon

Musique
- Meilleure interprète féminine : Izia
- Meilleur interprète masculin : Louis Bertignac

Littérature
- Meilleur roman ou essai : Tout, tout de suite de Morgan Sportès

Arts
- Meilleure exposition : Exhibitions : L'Invention du sauvage au musée du quai Branly
- Meilleur créateur de mode : Guillaume Henry pour Carven

### 2013
La cérémonie est diffusée en direct du Lido sur Chérie 25, le 4 février 2013 à 20 h 45.
- Président du jury : Hervé Bourges
- Maîtres de cérémonie : Véronique Mounier et Yves Lecoq

Globe d'honneur
- Abdou Diouf

Cinéma / Télévision
- Meilleur film : De rouille et d'os de Jacques Audiard
  - Les Adieux à la reine de Benoît Jacquot
  - Amour de Michael Haneke
  - Holy Motors de Leos Carax
  - Thérèse Desqueyroux de Claude Miller
- Meilleur(e) téléfilm ou série télévisée : Les Revenants de Fabrice Gobert (Canal+)
  - Bref de Kyan Khojandi (Canal+)
  - Engrenages d'Alexandra Clert (Canal+)
  - Les Hommes de l'ombre de Dan Franck (France 2)
  - Kaboul Kitchen de Marc Victor, Allan Mauduit et Jean-Patrick Benes (Canal+)
- Meilleur acteur : Jérémie Renier pour Cloclo
  - Gilles Lellouche pour Thérèse Desqueyroux
  - Vincent Lindon pour Quelques heures de printemps
  - Matthias Schoenaerts pour De rouille et d'os
  - Jean-Louis Trintignant pour Amour
- Meilleure actrice : Marion Cotillard pour De rouille et d'os
  - Émilie Dequenne pour À perdre la raison
  - Déborah François pour Populaire
  - Izïa Higelin pour Mauvaise Fille
  - Emmanuelle Riva pour Amour

Théâtre
- Meilleure pièce de théâtre : Inconnu à cette adresse, mise en scène de Michèle Lévy-Braun au théâtre Antoine
  - Les Liaisons dangereuses, mise en scène de John Malkovich au théâtre de l'Atelier
  - Le Père, mise en scène de Ladislas Chollat au théâtre Hébertot
  - Race, mise en scène de Pierre Laville à la Comédie des Champs-Élysées
  - Un chapeau de paille d'Italie, mise en scène de Giorgio Barberio Corsetti à la Comédie-Française
- Meilleur one-man-show : Michael Gregorio pour En concerts au Bataclan
  - Florence Foresti pour Foresti Party à Bercy
  - Bérengère Krief au théâtre du Point-Virgule
  - Alex Lutz au théâtre du Point-Virgule
  - Gaspard Proust au théâtre du Rond-Point
- Meilleure comédie musicale : 1789, les amants de la Bastille de Giuliano Peparini, Dove Attia et Albert Cohen au palais des sports de Paris
  - Avenue Q, adaptation de Bruno Gaccio et Dominique Guillo à Bobino
  - Billie Holiday d'Éric-Emmanuel Schmitt et Viktor Lazlo au théâtre Rive Gauche
  - Salut les copains de Stéphane Jarny et Pascal Forneri aux Folies Bergère
  - Sister Act de Carline Brouwer au théâtre Mogador

Musique
- Meilleure interprète féminine : Olivia Ruiz pour Le Calme et la Tempête (Polydor)
  - Daphné pour Treize chansons de Barbara (Naïve Records)
  - Lou Doillon pour Places (Universal Music Group)
  - Imany pour The Shape of a Broken Heart (Think Zik)
  - Nolwenn Leroy pour Ô filles de l'eau (Universal Music Group)
- Meilleur interprète masculin : Raphaël pour Super-Welter (EMI Group)
  - Benjamin Biolay pour Vengeance (Naïve Records)
  - Stephan Eicher pour L'Envolée (Disques Barclay)
  - Johnny Hallyday pour L'Attente (Warner Music Group)
  - Sexion d'Assaut pour L'Apogée (Wati B)

Littérature
- Meilleur roman ou essai : Les Pays de Marie-Hélène Lafon (Buchet/Chastel)
  - Les Lisières d'Olivier Adam (Flammarion)
  - La Liste de mes envies de Grégoire Delacourt (éditions Jean-Claude Lattès)
  - Les Proies : Dans le harem de Kadhafi de Annick Cojean (éditions Grasset & Fasquelle)
  - La Vérité sur l'affaire Harry Quebert de Joël Dicker (éditions de Fallois)

Arts
- Meilleur créateur de mode : Barbara Bui
  - Barbara Boccara et Sharon Krief
  - André Courrèges
  - Raf Simons
  - Hedi Slimane
- Meilleure exposition : Salvador Dalí au Centre Georges-Pompidou
  - Adel Abdessemed au Centre Georges-Pompidou
  - Canaletto au musée Jacquemart-André
  - Design en Afrique, s'asseoir, se coucher et rêver au musée Dapper
  - Edward Hopper au Grand Palais

### 2014
La cérémonie est diffusée en direct du Lido sur D17, le 10 mars 2014 à 22 h 30. Elle a réuni 60 000 téléspectateurs (0,5 % de part d’audience)
- Président du jury : Guillaume Durand
- Maîtres de cérémonie : Valérie Bénaïm

Globe d'honneur
- Yan Pei-Ming

Cinéma / Télévision
- Meilleur film : 9 mois ferme d'Albert Dupontel
  - Les Garçons et Guillaume, à table ! de Guillaume Gallienne
  - Grand Central de Rebecca Zlotowski
  - Suzanne de Katell Quillévéré
  - La Vie d'Adèle d'Abdellatif Kechiche
- Meilleur(e) téléfilm ou série télévisée : Tunnel de Dominik Moll et Ben Richards (Canal+)
  - Fais pas ci, fais pas ça d'Anne Giafferi et Thierry Bizot (France 2)
  - Falco de Clothilde Jamin (TF1)
  - Tout est bon dans le cochon de Saïda Jawad (France 3)
  - Un village français de Frédéric Krivine, Philippe Triboit et Emmanuel Daucé (France 5)
- Meilleur acteur : Guillaume Gallienne pour Les Garçons et Guillaume, à table !
  - Niels Arestrup pour Quai d'Orsay
  - Albert Dupontel pour 9 mois ferme
  - Grégory Gadebois pour Mon âme par toi guérie
  - Fabrice Luchini pour Alceste à bicyclette
- Meilleure actrice : Adèle Exarchopoulos pour La Vie d'Adèle
  - Emmanuelle Seigner pour La Vénus à la fourrure
  - Sandrine Kiberlain pour 9 mois ferme
  - Bernadette Lafont pour Paulette

Théâtre
- Meilleure pièce de théâtre : Nos femmes, mise en scène de Richard Berry au théâtre de Paris
  - La Liste de mes envies, mise en scène d'Anne Bouvier au Ciné 13 Théâtre
  - La Locandiera, mise en scène de Marc Paquien au théâtre de l'Atelier
  - Nina, mise en scène de Bernard Murat au théâtre Édouard VII
  - Une heure de tranquillité, mise en scène de Ladislas Chollat au théâtre Antoine
- Meilleure comédie musicale : Disco, mise en scène de Agnès Boury et Stéphane Laporte aux Folies Bergère
  - Airnadette, mise en scène de Pierre-François Martin-Laval à l'Olympia
  - La Belle et la Bête, mise en scène de Glenn Casale au théâtre Mogador
  - My Fair Lady, mise en scène de Robert Carsen au théâtre du Châtelet
  - Spamalot, mise en scène de Eric Idle à Bobino
- Meilleur one-man-show : Gad Elmaleh pour Sans tambour au théâtre Marigny
  - Olivier de Benoist pour Fournisseur d’excès à La Cigale
  - Bérengère Krief au théâtre du Point-Virgule
  - Alex Lutz au théâtre du Point-Virgule
  - Muriel Robin pour Muriel Robin revient... tsoin tsoin ! (au Palais des sports

Musique
- Meilleure interprète féminine : Ayọ pour Ticket to the World (Mercury Records)
  - Carla Bruni pour Little French Songs (Universal Music Group)
  - HollySiz pour My Name Is (East West)
  - Vanessa Paradis pour Love Songs (Universal Music Group)
  - Zaz pour Recto verso (EMI Group)
- Meilleur interprète masculin : Stromae pour Racine carrée (Universal Music Group)
  - Bernard Lavilliers pour Baron Samedi (Disques Barclay)
  - Julien Doré pour LØVE (Columbia Records)
  - Vincent Delerm pour Les Amants parallèles (Tôt ou tard)
  - Yodelice pour Square Eyes (Mercury Records)

Littérature
- Meilleur roman ou essai : La Cuisinière d'Himmler de Franz-Olivier Giesbert (éditions Gallimard)
  - Au revoir là-haut de Pierre Lemaitre (éditions Albin Michel)
  - Le Cas Édouard Einstein de Laurent Seksik (Flammarion)
  - L’Invention de nos vies de Karine Tuil (éditions Grasset & Fasquelle)
  - Sulak de Philippe Jaenada (éditions Julliard)

Arts
- Meilleure exposition : Edward Hopper au Grand Palais
  - Frida Kahlo / Diego Rivera, l’art en fusion au musée de l’Orangerie
  - Georges Braque au Grand Palais
  - La Renaissance et le rêve au Palais du Luxembourg
  - Roy Linchtenstein au Centre Georges-Pompidou
- Meilleur créateur de mode : Isabel Marant
  - Jean-Charles de Castelbajac
  - Stephanie Renoma
  - Maxime Simoëns
  - Alexandre Vauthier

### 2015
La 10e édition des Globes de Cristal a eu lieu le 13 avril 2015 en direct du Lido sur D17, le 13 avril 2015 à 22 h 30.
- Présidente du jury : Christine Kelly
- Maîtres de cérémonie : Justine Fraioli et Bernard Montiel

Cinéma / Télévision
- Meilleur film : Timbuktu de Abderrahmane Sissako
  - Deux jours, une nuit de Jean-Pierre et Luc Dardenne
  - Hippocrate de Thomas Lilti
  - La Famille Bélier de Éric Lartigau
  - Les Combattants de Thomas Cailley
- Meilleur(e) téléfilm ou série télévisée : Engrenages saison 5, créée par Alexandra Clert (Canal+)
  - La loi, créée par Fanny Burdino, Mazarine Pingeot et Samuel Doux, réalisé par Christian Faure (France2)
  - Mafiosa saison 5, créée par Hugues Pagan et réalisée par Pierre Leccia (Canal+)
  - P'tit Quinquin saison 1, créée par Bruno Dumont (Arte)
  - Résistance, saison 1 créée par Dan Franck, réalisée par David Delrieux et Miguel Courtois (TF1)
- Meilleur acteur : Pierre Niney dans Yves Saint-Laurent de Jalil Lespert
  - François Damiens dans La Famille Bélier de Éric Lartigau
  - Gaspard Ulliel dans Saint-Laurent de Bertrand Bonello
  - Guillaume Canet dans La prochaine fois je viserai le cœur de Cédric Anger
  - Reda Kateb dans Hippocrate de Thomas Lilti
- Meilleure actrice : Aïssa Maïga dans Prêt à tout de Nicolas Cuche
  - Adèle Haenel dans Les Combattants de Thomas Cailley
  - Émilie Dequenne dans Pas son genre de Lucas Belvaux
  - Marion Cotillard dans Deux jours, une nuit de Jean-Pierre et Luc Dardenne
  - Sandrine Kiberlain dans Elle l'adore de Jeanne Herry

Théâtre
- Meilleure pièce de théâtre : Ouh Ouh de Isabelle Mergault et Daive Cohen, mise en scène de Patrice Leconte (théâtre des Variétés)
  - La Colère du Tigre de Philippe Madral, mise en scène de Christophe Lidon (théâtre Montparnasse)
  - Lucrèce Borgia de Victor Hugo, mise en scène de Denis Podalydès (Comédie-Française)
  - Un dîner d’adieu d’Alexandre de La Patellière et Matthieu Delaporte, mise en scène de Bernard Murat (théâtre Édouard VII)
  - Trahisons d’Harold Pinter, mise en scène de Frédéric Bélier-Garcia (théâtre du Vieux-Colombier/Comédie-Française)
- Meilleure comédie musicale : Les Parapluies de Cherbourg de Jacques Demy, mise en scène de Vincent Vittoz, direction musicale de Michel Legrand (théâtre du Châtelet)
  - Le Bal des Vampires de Michael Kunze et Jim Steinman, mise en scène de Roman Polanski (théâtre Mogador)
  - Love Circus d’Agnès Boury et Stéphane Laporte, mise en scène de Stéphane Jarny (Folies Bergère)
  - Mistinguett, reine des années folles d’Albert Cohen, Jacques Pessis et Ludovic-Alexandre Vidal, mise en scène de François Chouquet (Casino de Paris)
  - An American in Paris, adaptation et mise en scène de Christopher Wheeldon (théâtre du Châtelet)
- Meilleur one-man-show : Nawell Madani pour C’est moi la plus belge (Le Trianon)
  - Alex Lutz (Bobino)
  - Florence Foresti pour Madame Foresti (théâtre du Châtelet)
  - Gad Elmaleh 20 ans sur scène (Palais des sports)
  - Gaspard Proust pour Gaspard Proust tapine (théâtre de la Madeleine)
- Meilleur comédien : Éric Elmosnino dans Un dîner d’adieu d’Alexandre de La Patellière et Matthieu Delaporte, mise en scène de Bernard Murat (théâtre Édouard VII)
  - Claude Brasseur dans La Colère du Tigre de Philippe Madral, mise en scène de Christophe Lidon (théâtre Montparnasse)
  - Francis Huster dans Le Joueur d’échecs de Stefan Zweig, adaptation de Éric-Emmanuel Schmitt, mise en scène Steve Suissa (théâtre Rive Gauche)
  - Grégory Gadebois dans Des fleurs pour Algernon d’après Daniel Keyes, adaptation de Gérald Sibleyras, mise en scène d’Anne Kessler (théâtre Hébertot)
  - Jacques Weber dans Gustave d’Arnaud Bédouet, mise en scène de Jacques Weber (théâtre de l'Atelier)
- Meilleure comédienne : Elsa Zylberstein dans Splendour de Géraldine Maillet, mise en scène Catherine Schaub (théâtre de Paris)
  - Audrey Fleurot dans Un dîner d’adieu d’Alexandre de La Patellière et Matthieu Delaporte, mise en scène de Bernard Murat (théâtre Édouard VII)
  - Béatrice Dalle dans Lucrèce Borgia de Victor Hugo, mise en scène de David Bobée (Château de Grignan)
  - Isabelle Adjani dans Kinship de Carey Perloff, mise en scène de Dominique Borg (théâtre de Paris)
  - Marie Gillain dans La Vénus à la fourrure de David Ives, mise en scène de Jérémie Lippmann (théâtre Tristan-Bernard)

Musique
- Meilleure interprète féminine : Brigitte pour À bouche que veux-tu (Columbia)
  - Carla Bruni-Sarkozy pour À l’Olympia (Barclay)
  - Christine and the Queens pour Chaleur humaine (Because Music)
  - Indila pour Mini World (Capitol)
  - Zaz pour Paris (Play On)
- Meilleur interprète masculin : Alain Souchon et Laurent Voulzy pour Alain Souchon et Laurent Voulzy (Parlophone- Warner Music et Sony Music)
  - Black M pour Les Yeux plus gros que le monde (Wati B)
  - Calogero pour Les Feux d’artifice (Universal)
  - Johnny Hallyday pour Rester vivant (Warner Music)
  - Kendji Girac pour Kendji (Mercury)

Littérature
- Meilleur roman ou essai : Charlotte de David Foenkinos (Gallimard)
  - La Petite Communiste qui ne souriait jamais de Lola Lafon (Actes Sud)
  - Le Chardonneret de Donna Tartt (Plon)
  - Le Royaume d’Emmanuel Carrère (Éditions P.O.L)
  - Réparer les vivants de Maylis de Kerangal (Gallimard)

Arts
- Meilleure exposition : Niki de Saint Phalle au Grand Palais
  - Jeff Koons au Centre Pompidou
  - Marcel Duchamp, La Peinture même au Centre Pompidou
  - Sonia Delaunay, Les Couleurs de l’abstraction au Musée d'art moderne de la ville de Paris
  - Hokusai au Grand Palais
- Meilleur créateur de mode : Yiqing Yin
  - Alber Elbaz pour Lanvin
  - Sylvia Sermenghi pour Legends Monaco
  - Inès de La Fressange
  - Raf Simons pour Dior

### 2016
La cérémonie des Globes de Cristal, qui devait avoir lieu le 8 février 2016, a été annulée à la suite des attentats du 13 novembre 2015 à Paris et en raison de l'application de l'état d'urgence par les autorités françaises.

### 2017
La 11e édition des Globes de Cristal s'est déroulée le 30 janvier 2017 au Lido et a été diffusée en léger différé sur C8, avec un partenariat avéré de la part de la radio RFM.
La soirée connaît plusieurs ratés : soucis techniques, public dissipé, retard en ouverture d'Olivier Dassault, chargé d'ouvrir les festivités, Catherine Deneuve manquant de chuter sur scène et blagues jugées douteuses de la part du remettant Laurent Baffie,,,,,,. Fabrice Luchini, lauréat du Globe de la meilleure pièce de théâtre, évoque avec causticité ces différents aléas dans son discours de remerciement.
- Présidente du jury : Catherine Deneuve[19]
- Maîtres de cérémonie : Estelle Denis et Artus[20]
- Globe de Cristal d'honneur : Véronique Sanson

Cinéma,,
- Meilleur film : Chocolat de Roschdy Zem
  - Divines de Houda Benyamina
  - Frantz de François Ozon
  - Juste la fin du monde de Xavier Dolan
  - Mal de pierres de Nicole Garcia
- Meilleur acteur : Omar Sy dans Chocolat de Roschdy Zem
  - Vincent Cassel dans Juste la fin du monde de Xavier Dolan
  - Pierre Niney dans Frantz de François Ozon
  - Gaspard Ulliel dans Juste la fin du monde de Xavier Dolan
  - Lambert Wilson dans L'Odyssée de Jérôme Salle
- Meilleure actrice : Isabelle Huppert dans Elle de Paul Verhoeven
  - Marion Cotillard dans Juste la fin du monde de Xavier Dolan et Mal de pierres de Nicole Garcia
  - Virginie Efira dans Un homme à la hauteur de Laurent Tirard
  - Sandrine Kiberlain dans Encore heureux de Benoît Graffin
  - Audrey Tautou dans L'Odyssée de Jérôme Salle
- Meilleur film étranger : The Revenant d'Alejandro González Iñárritu  États-Unis
  - Bridget Jones Baby de Sharon Maguire  États-Unis
  - Julieta de Pedro Almodóvar  Espagne
  - Miss Peregrine et les Enfants particuliers de Tim Burton  États-Unis /  Royaume-Uni /  Belgique
  - Money Monster de Jodie Foster  États-Unis

Télévision
- Meilleur(e) téléfilm ou série télévisée : Le Bureau des légendes, saison 2, créée par Éric Rochant (Canal+)
  - Baron noir, saison 1, créée par Éric Benzekri et Jean-Baptiste Delafon (Canal+)
  - Braquo, saison 4, créée par Olivier Marchal (Canal+)
  - Les Hommes de l'ombre, saison 3, créée par Dan Franck, Frédéric Tellier, Charline de Lépine et Emmanuel Daucé (France 2)
  - Un village français, saison 7, créée par Frédéric Krivine, Philippe Triboit et Emmanuel Daucé (France 3)
- Meilleure série télévisée étrangère : Person of Interest, saison 5, créée par Jonathan Nolan  États-Unis (TF1)
  - Outlander, saison 2, créée par Ronald D. Moore  États-Unis /  Royaume-Uni (Netflix)
  - Ray Donovan, saison 4, créée par Ann Biderman  États-Unis (Canal+)
  - Velvet, saison 2, créée par Ramón Campos  Espagne (Téva)
  - Vinyl, saison 1, créée par Martin Scorsese, Mick Jagger, Rich Cohen, Terence Winter et George Mastras  États-Unis (OCS City)

Théâtre
- Meilleure pièce de théâtre : Poésie ? de Fabrice Luchini, textes de Paul Valéry, Arthur Rimbaud, Molière, Louis-Ferdinand Céline et Gustave Flaubert, mise en scène d'Emmanuelle Garassino (Théâtre Montparnasse)
  - Edmond d'Alexis Michalik, mise en scène de l'auteur (Théâtre du Palais Royal)
  - Fleur de cactus de Pierre Barillet et Jean-Pierre Grédy, mise en scène de Michel Fau (Théâtre Antoine)
  - Mariage et châtiment de David Pharao, mise en scène de Jean-Luc Moreau (Théâtre Hébertot)
  - L'Envers du décor de Florian Zeller, mise en scène de Daniel Auteuil (Théâtre de Paris)
- Meilleure comédie musicale : Résiste de France Gall, mise en scène de Ladislas Chollat (Palais des Sports de Paris)
  - Oliver Twist, Le Musical de Christopher Delarue, mise en scène de Ladislas Chollat, (Salle Gaveau)
  - Les Trois Mousquetaires de René Richard Cyr et Dominic Champagne, mise en scène de René Richard Cyr et Dominic Champagne (Palais des Sports de Paris)
  - Timéo de Jean-Jacques Thibaud, mise en scène d'Alex Goude, (Casino de Paris)
  - Le Rouge et le Noir, mise en scène de François Chouquet et Laurent Seroussi, (Le Palace)
- Meilleur one-man-show : Bruno Salomone pour Euphorique, mise en scène de Gabor Rassov (Théâtre Montparnasse)
  - Alex Lutz pour Alex Lutz, mise en scène deTom Dingler (L'Olympia)
  - Stéphane Guillon pour Certifié conforme, mise en scène de Muriel Cousin (Théâtre Déjazet)
  - Le Comte de Bouderbala pour Le Comte de Bouderbala 2, mis en scène par lui-même (Théâtre du Gymnase Marie-Bell)
  - Gaspard Proust pour Nouveau spectacle, mis en scène par lui-même (Comédie des Champs-Élysées)
- Meilleur comédien : Niels Arestrup dans Acting de Xavier Durringer, mise en scène de l'auteur, (Théâtre des Bouffes Parisiens)
  - Daniel Auteuil dans L'Envers du décor de Florian Zeller, mise en scène de Daniel Auteuil (Théâtre de Paris)
  - François Berléand dans Moi, moi et François B. de Clément Gayet, mise en scène de Stéphane Hillel (Théâtre Montparnasse)
  - Nicolas Briançon dans La Vénus à la fourrure de David Ives, mise en scène de Jérémie Lippmann (Théâtre Tristan Bernard)
  - Fabrice Luchini dans Poésie ? de Fabrice Luchini, mise en scène d'Emmanuelle Garassino (Théâtre Montparnasse)
- Meilleure comédienne : Catherine Frot dans Fleur de Cactus de Pierre Barillet et Jean-Pierre Grédy, mise en scène de Michel Fau (Théâtre Antoine)
  - Fanny Ardant dans Croque-Monsieur de Marcel Mithois, mise en scène de Thierry Klifa (Théâtre de la Michodière)
  - Bérénice Béjo dans Tout ce que vous voulez de Matthieu Delaporte et Alexandre de la Patellière, mise en scène de Bernard Murat (Théâtre Édouard VII)
  - Isabelle Huppert dans Phèdre(s) de Wajdi Mouawad, Sarah Kane et John Maxwell Coetzee, mise en scène de Krzysztof Warlikowski (Théâtre de l'Odéon)
  - Cristiana Reali dans M'Man de Fabrice Melquiot, mise en scène de Charles Templon (Théâtre du Petit-Saint-Martin)

Musique
- Meilleure interprète féminine : Imany pour The Wrong Kind of War (Think Zik !)
  - Marina Kaye pour Fearless (Capitol)
  - Christine and the Queens pour Chaleur humaine (Because Music)
  - L.E.J pour En attendant l'album (Mercury)
  - Jain pour Zanaka (Columbia)
- Meilleur interprète masculin : Julien Doré pour & (Columbia)
  - Benjamin Biolay pour Palermo Hollywood (Barclay)
  - Christophe pour Les Vestiges du chaos (Capitol)
  - Manu Lanvin pour Blues, Booze & Rock n'Roll (Verycords)
  - Renaud pour Renaud (Parlophone)

Littérature
- Meilleur roman ou essai : Petit pays de Gaël Faye (Grasset)
  - Repose-toi sur moi de Serge Joncour (Flammarion)
  - Sur les chemins noirs de Sylvain Tesson (Gallimard)
  - La Succession de Jean-Paul Dubois (Éditions de l'Olivier)
  - Cannibales de Régis Jauffret (Éditions du Seuil)

### 2018
La 12e cérémonie des Globe de cristal s'est déroulée le 12 février 2018 au Lido.
- Présidente du jury : Isabelle Huppert
- Maître de cérémonie : Kévin Razy
- Globe de Cristal d'honneur : Agnès Varda

Cinéma
- Meilleur film : 120 Battements par minute de Robin Campillo
  - Au revoir là-haut d'Albert Dupontel
  - Le sens de la fête d'Éric Toledano et Olivier Nakache
  - Monsieur et Madame Adelman de Nicolas Bedos
  - Patients de Grand Corps Malade et Mehdi Idir
- Meilleur acteur : Nahuel Pérez Biscayart dans 120 Battements par minute de Robin Campillo
  - Swann Arlaud dans Petit Paysan d'Hubert Charuel
  - Jean-Pierre Bacri dans Le sens de la fête d'Éric Toledano et Olivier Nakache
  - François Damiens dans Ôtez-moi d'un doute de Carine Tardieu
  - Albert Dupontel dans Au revoir là-haut d'Albert Dupontel
- Meilleure actrice : Karin Viard dans Jalouse de Stéphane et David Foenkinos
  - Juliette Binoche dans Un beau soleil intérieur de Claire Denis
  - Catherine Deneuve dans Sage Femme de Martin Provost
  - Sara Forestier dans M de Sara Forestier
  - Doria Tillier dans Monsieur et Madame Adelman de Nicolas Bedos
- Meilleur film étranger : La La Land de Damien Chazelle  États-Unis
  - Detroit de Kathryn Bigelow  États-Unis
  - Dunkerque de Christopher Nolan  Royaume-Uni /  États-Unis /  France /  Pays-Bas
  - Get Out de Jordan Peele  États-Unis
  - Lion de Garth Davis  États-Unis /  Royaume-Uni /  Australie

Télévision
- Meilleur(e) téléfilm ou série télévisée : Dix pour cent, saison 2, créée par Fanny Herrero (France 2)
  - Capitaine Marleau, saison 1, créée par Elsa Marpeau (France 3)
  - Engrenages, saison 6, créée par Alexandra Clert et Guy-Patrick Sainderichin (Canal+)
  - Quadras, saison 1, créée par Mélissa Drigeard et Vincent Juillet (M6)
  - Le Bureau des légendes, saison 3, créée par Éric Rochant (Canal+)
- Meilleure série télévisée étrangère : The Handmaid's Tale : La Servante écarlate, saison 1, créée par Bruce Miller  États-Unis (OCS Max)
  - Big Little Lies, saison 1, créée par David E. Kelley  États-Unis (OCS City)
  - Stranger Things, saison 1, créée par Matt et Ross Duffer  États-Unis (Netflix)
  - This Is Us, saison 2, créée par Dan Fogelman  États-Unis (Canal+ Séries)
  - Suits : Avocats sur mesure, saison 6, créée par Aaron Korsh  États-Unis (Sérieclub)

Théâtre
- Meilleure pièce de théâtre : 12 hommes en colère de Reginald Rose, adaptation de Francis Lombrail, mise en scène par Charles Tordjman (Théâtre Hébertot)
  - Le Tartuffe de Molière, mise en scène par Michel Fau (Théâtre de la Porte-Saint-Martin)
  - Les Damnés de Nicola Badalucco, Enrico Medioli et Luchino Visconti, mise en scène par Ivo van Hove (Comédie-Française)
  - Mon Ange d'après Angel d'Henry Naylor, mise en scène par Jérémie Lippmann (Théâtre Tristan-Bernard)
  - Intra muros de et mis en scène par Alexis Michalik (La Pépinière-Théatre)
- Meilleure comédie musicale : Priscilla, folle du désert, produit par Cheyenne Productions, mise en scène par Philippe Hersen (Casino de Paris)
  - Grease, produit par Stage Entertainment France, mise en scène par Martin Michel, Tim Van Der Straeten et Véronique Bandelier (Théâtre Mogador)
  - Jésus, produit par Arachnée Productions, mise en scène par Christophe Barratier (Palais des Sports)
  - Welcome to Woodstock, produit par CPM et Pôle Nord Production, mise en scène par Laurent Serrano (Le Comedia)
  - West Side Story, produit par Michael Brenner, mise en scène par Joey McKneely (La Seine musicale)
- Meilleur one-man-show : Vincent Dedienne pour S'il se passe quelque chose, mise en scène par Juliette Chaigneau et François Rollin (Olympia)
  - Blanche Gardin pour Je parle toute seule, mise en scène par Maïa Sandoz (L'Européen)
  - Jeff Panacloc pour Contre-attaque, mise en scène par Nicolas Nebot (Théâtre des Variétés)
  - Manu Payet pour Emmanuel, mise en scène par Benjamin Guedj (Théâtre de l'Œuvre)
  - Gaspard Proust pour Nouveau spectacle, mise en scène par lui-même (Théâtre Antoine)
- Meilleur comédien : Michel Bouquet dans Le Tartuffe de Molière, mise en scène par Michel Fau (Théâtre de la Porte-Saint-Martin)
  - François Berléand dans Ramsès II de Sébastien Thiéry, mise en scène par Stéphane Hillel (Théâtre des Bouffes-Parisiens)
  - Guillaume de Tonquédec dans La Garçonnière de Billy Wilder et I. A. L. Diamond, adaptation de Judith Elmaleh et Gérald Sibleyras, mise en scène par José Paul (Théâtre de Paris)
  - Benjamin Lavernhe dans Les Fourberies de Scapin de Molière, mise en scène par Denis Podalydès (Comédie-Française)
  - Bruno Wolkowitch dans 12 hommes en colère de Reginald Rose, adaptation de Francis Lombrail, mise en scène par Charles Tordjman (Théâtre Hébertot)
- Meilleure comédienne : Lina El Arabi dans Mon Ange d'après Angel d'Henry Naylor, mise en scène par Jérémie Lippmann (Théâtre Tristan-Bernard)
  - Léa Drucker dans Un air de famille d'Agnès Jaoui et Jean-Pierre Bacri, mise en scène par Agnès Jaoui (Théâtre de la Porte-Saint-Martin)
  - Barbara Schulz dans La Perruche de et mis en scène par Audrey Schebat (Théâtre de Paris)
  - Rachida Brakni dans Je crois en un seul dieu de Stefano Massini, mise en scène par Arnaud Meunier (Théâtre du Rond-Point)
  - Audrey Dana dans Indociles de et mis en scène par Murielle Magellan et Audrey Dana (Théâtre des Mathurins)

Musique
- Meilleure interprète féminine : Juliette Armanet pour Petite amie (Barclay)
  - Carla Bruni pour French touch (Verve Records)
  - Charlotte Gainsbourg pour Rest (Because Music)
  - Nolwenn Leroy pour Gemme (Mercury Records)
  - Louane pour Louane (Universal Music)
- Meilleur interprète masculin : Benjamin Biolay pour Volver (Barclay)
  - Calogero pour Liberté chérie (Mercury France)
  - Étienne Daho pour Blitz (Universal Music Japan)
  - Bernard Lavilliers pour 5 minutes au paradis (Barclay)
  - Orelsan pour La fête est finie (Wagram Music)

Littérature
- Meilleur roman ou essai : La Tresse de Lætitia Colombani (Éditions Grasset & Fasquelle)
  - Bakhita de Véronique Olmi (Éditions Albin Michel)
  - L'Ordre du jour d'Éric Vuillard (Actes Sud)
  - La Disparition de Josef Mengele d'Olivier Guez (Éditions Grasset & Fasquelle)
  - Vernon Subutex de Virginie Despentes (Éditions Grasset & Fasquelle)

### 2019
La 13e cérémonie des Globes de cristal s'est déroulée le 4 février 2019 à la salle Wagram.
- Présidente du jury : Juliette Binoche
- Maître de cérémonie : Rossy de Palma
- Globe de Cristal d'honneur : Salma Hayek et Gad Elmaleh

Les nommés et lauréats sont :
Cinéma
- Meilleur film : Les Chatouilles d'Andréa Bescond et Éric Metayer 
  - En guerre de Stéphane Brizé
  - Jusqu'à la garde de Xavier Legrand
  - Mademoiselle de Joncquières d'Emmanuel Mouret
  - La Douleur d'Emmanuel Finkiel
- Meilleur acteur : Vincent Lacoste dans Plaire, aimer et courir vite de Christophe Honoré
  - Pierre Deladonchamps dans Les Chatouilles d'Andréa Bescond et Éric Metayer
  - Romain Duris dans Nos batailles de Guillaume Senez
  - Benoît Magimel dans La Douleur d'Emmanuel Finkiel
  - Vincent Lindon dans En guerre de Stéphane Brizé
- Meilleure actrice : Karin Viard dans Les Chatouilles d'Andréa Bescond et Éric Metayer
  - Léa Drucker dans Jusqu'à la garde de Xavier Legrand
  - Virginie Efira dans Un amour impossible de Catherine Corsini
  - Cécile de France dans Mademoiselle de Joncquières d'Emmanuel Mouret
  - Mélanie Thierry dans La Douleur d'Emmanuel Finkiel
- Meilleur film de comédie : Le Grand Bain de Gilles Lellouche
  - En liberté ! de Pierre Salvadori
  - Guy d'Alex Lutz
  - Larguées d'Eloïse Lang
  - Tout le monde debout de Franck Dubosc
- Meilleur acteur de comédie : Philippe Katerine dans Le Grand Bain de Gilles Lellouche
  - Jean Dujardin dans I Feel Good de Gustave Kervern et Benoît Delépine
  - Alex Lutz dans Guy d'Alex Lutz
  - Pio Marmaï dans En liberté ! de Pierre Salvadori
  - Benoît Poelvoorde dans Le Grand Bain de Gilles Lellouche
- Meilleure actrice de comédie : Alexandra Lamy dans Tout le monde debout de Franck Dubosc
  - Isabelle Adjani dans Le monde est à toi de Romain Gavras
  - Camille Cottin dans Larguées d'Eloïse Lang
  - Adèle Haenel dans En liberté ! de Pierre Salvadori
  - Mélanie Laurent dans Le Retour du héros de Laurent Tirard
- Meilleur film étranger : Three Billboards : Les Panneaux de la vengeance de Martin McDonagh  États-Unis /  Royaume-Uni
  - Cold War de Pawel Pawlikowski  Pologne
  - Capharnaüm de Nadine Labaki  Liban /  États-Unis /  France
  - Girl de Lukas Dhont  Belgique
  - Une affaire de famille de Hirokazu Kore-eda  Japon

Télévision
- Meilleur(e) téléfilm ou série télévisée : Dix pour cent, saison 3, créée par Fanny Herrero (France 2)
  - Baron noir, saison 2, créée par Eric Benzekri et Jean-Baptiste Delafon (Canal +)
  - Jacqueline Sauvage : C'était lui ou moi, téléfilm réalisé par Yves Rénier (TF1)
  - Les Bracelets rouges, saison 1 (TF1)
  - Le Bureau des légendes, saison 4, créée par Éric Rochant (Canal+)
- Meilleure série télévisée étrangère : Sharp Objects, saison 1, créée par Marti Noxon  États-Unis (OCS City)
  - Bodyguard, saison 1, créée par Jed Mercurio  Royaume-Uni (Netflix)
  - Collateral, saison 1, créée par David Hare  Royaume-Uni (Netflix)
  - La casa de papel, saison 2, créée par Álex Pina  Espagne (Netflix)
  - The Handmaid's Tale : La Servante écarlate, saison 2, créée par Bruce Miller  États-Unis (TF1 Séries Films)
- Meilleur acteur de fiction télévisée : Grégory Montel dans Dix pour cent, créée par Fanny Herrero (France 2)
  - Mathieu Kassovitz dans Le Bureau des légendes, saison 4, créée par Éric Rochant (Canal+)
  - Kad Merad dans Baron noir, créée par Eric Benzekri et Jean-Baptiste Delafon (Canal +)
  - Thibault de Montalembert dans Dix pour cent, créée par Fanny Herrero (France 2)
  - Melvil Poupaud dans Insoupçonnable (TF1)
- Meilleure actrice de fiction télévisée : Camille Cottin dans Dix pour cent, créée par Fanny Herrero (France 2)
  - Sara Giraudeau dans Le Bureau des légendes, saison 4, créée par Éric Rochant (Canal+)
  - Marie Gillain dans Speakerine de Laurent Tuel (France 2)
  - Corinne Masiero dans Capitaine Marleau d'Elsa Marpeau (France 3)
  - Muriel Robin dans Jacqueline Sauvage : C'était lui ou moi d'Yves Rénier (TF1)

Théâtre
- Meilleure pièce de théâtre : Plaidoiries, d'après Les Grandes Plaidoiries des ténors du barreau de Matthieu Aron, mise en scène par Eric Theobald (Théâtre Antoine)
  - Fric-Frac d'Edouard Bourdet, mise en scène par Michel Fau (Théâtre de Paris)
  - Le Fils de Florian Zeller, mise en scène par Ladislas Chollat (Comédie des Champs-Elysées)
  - Le Jeu de l'amour et du hasard de Marivaux, mise en scène par Catherine Hiegel (Théâtre de la Porte Saint-Martin)
  - Le Tartuffe de Molière, mis en scène par Peter Stein (Théâtre de la Porte Saint-Martin)
- Meilleur spectacle de divertissement : Fashion Freak Show
  - Chicago
  - Fashion Freak Show
  - Les Parisiennes
  - Peau d'âne
  - Totem
- Meilleur one-man-show : Jérôme Commandeur pour Tout en douceur
  - Malik Bentalha pour Encore
  - Blanche Gardin pour Bonne nuit Blanche
  - Haroun
  - Alex Lutz
- Meilleur comédien : Vincent Dedienne dans Le Jeu de l'amour et du hasard de Marivaux
  - Richard Berry dans Plaidoiries
  - Michel Fau dans Fric-Frac
  - Rod Paradot dans Le Fils de Florian Zeller
  - Jacques Weber dans Le Tartuffe de Molière
- Meilleure comédienne : Naidra Ayadi dans Justice de Samantha Markowic, mise en scène par Salomé Lelouch (Théâtre de l'Œuvre)
  - Laure Calamy dans Le Jeu de l'amour et du hasard de Marivaux, mise en scène par Catherine Hiegel (Théâtre de la Porte Saint-Martin)
  - Fanny Cottençon dans Pourvu qu'il soit heureux de Laurent Ruquier, mis en scène par Steve Suissa (Théâtre Antoine)
  - Julie Depardieu dans Fric-Frac d'Edouard Bourdet, mise en scène par Michel Fau (Théâtre de Paris)
  - Laetitia Dosch dans Hate de Laetitia Dosch et mis en scène par Yuval Rozman et Laetitia Dosch (Théâtre des Amandiers)

Musique
- Meilleure interprète féminine : Angèle pour Brol
  - Christine and the Queens pour Chris
  - Jain pour Souldier
  - Clara Luciani pour Sainte-Victoire
  - Vanessa Paradis pour Les Sources
- Meilleur interprète masculin : Eddy de Pretto pour Cure
  - Alain Chamfort pour Le Désordre des choses
  - Johnny Hallyday pour Mon pays c'est l'amour
  - Dominique A pour La Fragilité
  - Gaëtan Roussel pour Trafic
- Meilleur album : Cure d'Eddy de Pretto
  - Chris de Christine and the Queens
  - Mon pays c'est l'amour de Johnny Hallyday
  - La Fragilité de Dominique A
  - Souldier de Jain

Littérature
- Meilleur roman ou essai : Frère d'âme de David Diop (Éditions du Seuil)
  - Avec toutes mes sympathies d'Olivia de Lamberterie (Éditions Stock)
  - Couleurs de l'incendie de Pierre Lemaître (Editions Albin Michel)
  - L'Amour après de Marceline Loridan-Ivens et Judith Perrignon (Éditions Grasset & Fasquelle)
  - Le Lambeau de Philippe Lançon (Éditions Gallimard)

Web
- Meilleure série web : Loulou, saison 2
  - Doxa, saison 1
  - First Love, saison 1
  - Les Emmerdeurs, saison 1
  - Red Creek, saison 1

### 2020
Les nominations sont connues le 13 janvier 2020.
La cérémonie devait se dérouler le 14 mars 2020 à 21 h 15 dans la salle Wagram à Paris et être diffusée sur C8. Cette édition est finalement annulée à la suite de la pandémie de Covid-19.
- Présidente du jury : Monica Bellucci
- Maître de cérémonie : Jonathan Cohen
- Globe de Cristal d'honneur : Matthieu Chedid

Cinéma
- Meilleur film :
  - Grâce à Dieu de François Ozon
  - Hors normes d'Éric Toledano et Olivier Nakache
  - La Belle Époque de Nicolas Bedos
  - Les Misérables de Ladj Ly
  - Portrait de la jeune fille en feu de Céline Sciamma
- Meilleur acteur :
  - Daniel Auteuil dans La Belle Époque de Nicolas Bedos
  - François Civil dans Deux moi de Cédric Klapisch
  - Jean Dujardin dans J'accuse de Roman Polanski
  - Benoît Magimel dans Nous finirons ensemble de Guillaume Canet
  - Denis Ménochet dans Grâce à Dieu de François Ozon
- Meilleure actrice :
  - Fanny Ardant dans La Belle Époque de Nicolas Bedos
  - Doria Tillier dans La Belle Époque de Nicolas Bedos
  - Anaïs Demoustier dans Alice et le Maire de Nicolas Pariser
  - Ana Girardot dans Deux moi de Cédric Klapisch
  - Adèle Haenel dans Portrait de la jeune fille en feu de Céline Sciamma
- Meilleur film de comédie :
  - Edmond d'Alexis Michalik
  - J'irai où tu iras de Géraldine Nakache
  - La Vie scolaire de Grand Corps Malade et Mehdi Idir
  - Le Daim de Quentin Dupieux
  - Mon bébé de Lisa Azuelos
- Meilleur acteur de comédie :
  - Jean Dujardin dans Le Daim de Quentin Dupieux
  - Olivier Gourmet dans Edmond d'Alexis Michalik
  - Alban Ivanov dans Inséparables de Varante Soudjian
  - Gilles Lellouche dans Jusqu'ici tout va bien de Mohamed Hamidi
  - Fabrice Luchini dans Le Mystère Henri Pick de Rémi Bezançon
- Meilleure actrice de comédie :
  - Camille Cottin dans Le Mystère Henri Pick de Rémi Bezançon
  - Cécile de France dans Rebelles d'Allan Mauduit
  - Adèle Haenel dans Le Daim de Quentin Dupieux
  - Zita Hanrot dans La Vie scolaire de Grand Corps Malade et Mehdi Idir
  - Sabrina Ouazani dans Jusqu'ici tout va bien de Mohamed Hamidi
- Meilleur film étranger :
  - Douleur et Gloire de Pedro Almodóvar —  Espagne
  - Joker de Todd Phillips —  États-Unis
  - Le Traître de Marco Bellocchio —  Italie /  Allemagne /  Brésil
  - Once Upon a Time… in Hollywood de Quentin Tarantino —  États-Unis
  - Parasite de Bong Joon-ho —  Corée du Sud

Télévision
- Meilleur série ou mini-série :
  - Engrenages (saison 7), créée par Alexandra Clert et Guy-Patrick Sainderichin (Canal+)
  - Hippocrate (saison 1), créée par Thomas Lilti (Canal+)
  - Le Bazar de la Charité (saison 1), créée par Catherine Ramberg et Karine Spreuzkouski (TF1 et Netflix)
  - Les Sauvages (saison 1), créée par Sabri Louatah et Rebecca Zlotowski (Canal+)
  - Mytho (saison 1), créée par Fabrice Gobert et Anne Berest (Arte)
- Meilleur acteur de série ou mini-série :
  - Jonathan Cohen dans Family Business (saison 1), créée par Igor Gotesman (Netflix)
  - Gérard Darmon dans Family Business (saison 1), créée par Igor Gotesman (Netflix)
  - François-Xavier Demaison dans Pour Sarah (saison 1), créée par Vincent Jamain (TF1)
  - Romain Duris dans Vernon Subutex (saison 1), créée par Cathy Verney, d’après l'adaptation du roman de Virginie Despentes (Canal+)
  - Estéban dans Têtard (saison 1), créée par Aurélie Champagne et Olivier Volpi (Canal+)
- Meilleure actrice de série ou mini-série :
  - Alice Belaïdi dans Hippocrate (saison 1), créée par Thomas Lilti (Canal+)
  - Louise Bourgoin dans Hippocrate (saison 1), créée par Thomas Lilti (Canal+)
  - Bérengère Krief dans Têtard (saison 1), créée par Aurélie Champagne et Olivier Volpi (Canal+)
  - Audrey Fleurot dans Le Bazar de la Charité (saison 1), créée par Catherine Ramberg et Karine Spreuzkouski (TF1 et Netflix)
  - Marina Hands dans Mytho (saison 1), créée par Fabrice Gobert et Anne Berest (Arte)
- Meilleure fiction unitaire :
  - Itinéraire d'une maman braqueuse réalisée par Alexandre Castagnetti, écrite par Clara Bourreau et Cécile Lugiez d'après Un début de mois difficile - itinéraire d'une maman braqueuse de Rose-Anne Vicari (TF1)
  - Jamais sans toi, Louna réalisée par Yann Samuell, écrite par Yann Samuell, Virginie Wagon, Claude-Michel Rome d'après Plus jamais sans toi, Louna de Sabrina et Yoan Bombarde (TF1)
  - La Promesse de l'eau réalisée par Christian Faure, écrite par Mikaël Ollivier et Franck Thilliez (France 2)
  - République réalisée par Simon Bouisson, écrite par Simon Bouisson et Olivier Demangel (France Télévisions)
  - Une mère sous influence réalisée par Adeline Darraux, écrite par Elsa Marpeau d'après From Cradle to Grave de Patricia MacDonald (France 3)
- Meilleur acteur de fiction unitaire :
  - Kad Merad dans La Part du soupçon de Christophe Lamotte (TF1)
  - Thierry Neuvic dans Coup de foudre à Saint-Pétersbourg de Christophe Douchand (TF1)
  - Rod Paradot dans Jamais sans toi, Louna de Yann Samuell (TF1)
  - Matt Pokora dans Le Premier oublié de Christophe Lamotte (TF1)
  - Medi Sadoun dans Itinéraire d'une maman braqueuse de Alexandre Castagnetti (TF1)
- Meilleure actrice de fiction unitaire :
  - Laurence Arné dans La Part du soupçon de Christophe Lamotte (TF1)
  - Chloé Jouannet dans Jamais sans toi, Louna de Yann Samuell (TF1)
  - Corinne Masiero dans Colombine de Dominique Baron (TF1)
  - Muriel Robin dans Le Premier oublié de Christophe Lamotte (TF1)
  - Alice Taglioni dans Jamais sans toi, Louna de Yann Samuell (TF1)
- Meilleure série ou mini-série étrangère :
  - Big Little Lies (saison 2), créée par David E. Kelley —  États-Unis (HBO / OCS)
  - Black Mirror (saison 5), créée par Charlie Brooker —  Royaume-Uni (Netflix)
  - Chernobyl (saison 1), créée par Craig Mazin —  États-Unis /  Royaume-Uni (HBO / Sky Atlantic (en) / OCS)
  - La casa de papel (saison 3), créée par Álex Pina —  Espagne (Antena 3 / Netflix)
  - Years And Years (saison 1), créée par Russell T Davies,  Royaume-Uni (BBC One / HBO / Canal+)

Théâtre
- Meilleure pièce de théâtre :
  - Sept ans de réflexion (en) de George Axelrod, adaptation de Gérald Sibleyras, mise en scène de Stéphane Hillel
  - Conversation autour des portraits et autoportraits, lecture de Fabrice Luchini de Charles Baudelaire, Jean Cau, Philippe Lançon, Philippe Muray et Arthur Rimbaud, mise en scène d'Emmanuelle Garassino
  - Éric Dupond-Moretti à la Barre d'Éric Dupond-Moretti co-écrit avec Hadrien Raccah, mise en scène de Philippe Lellouche
  - L'invitation d'Hadrien Raccah, mise en scène de Philippe Lellouche
  - Les Idoles écrit et mis en scène par Christophe Honoré
- Meilleur comédien :
  - Mathieu Amalric dans La Collection de Harold Pinter, mise en scène de Ludovic Lagarde
  - Bernard Campan dans La Dégustation écrit et mis en scène par Ivan Calbérac
  - Éric Elmosnino dans L'Heureux Stratagème de Marivaux, mise en scène de Ladislas Chollat
  - François Morel dans J'ai des doutes de Raymond Devos, mise en scène de François Morel
  - Guillaume de Tonquédec dans Sept ans de réflexion (en) de George Axelrod, adaptation de Gérald Sibleyras, mise en scène de Stéphane Hillel
- Meilleure comédienne :
  - Isabelle Carré dans La Dégustation écrit et mis en scène par Ivan Calbérac
  - Béatrice Dalle dans Elephant Man de Bernard Pomerance, mise en scène de David Bobée
  - Léa Drucker dans La Dame de chez Maxim de Georges Feydeau, mise en scène de Zabou Breitman
  - Audrey Fleurot dans Jo d'Alec Coppel, mise en scène de Benjamin Guillard
  - Marina Foïs dans Les Idoles écrit et mis en scène par Christophe Honoré
- Meilleur one-man-show :
  - Florence Foresti dans Épilogue, mise en scène de Florence Foresti
  - Roman Frayssinet dans Alors, mise en scène de Roman Frayssinet
  - Kyan Khojandi dans Une bonne soirée, mise en scène de Kyan Khojandi et Bruno Muschio
  - Muriel Robin dans Et pof !, mise en scène de Muriel Robin
  - Alex Vizorek dans Alex Vizorek est une œuvre d'art, mise en scène de Stéphanie Bataille

Musique
- Meilleur interprète masculin :
  - Jean-Louis Aubert pour l'album Refuges (Parlophone Music France)
  - Christophe pour l'album Christophe etc. (Capitol Music France)
  - Roméo Elvis pour l'album Chocolat (Universal Music Division Barclay)
  - Philippe Katerine pour l'album Confessions (Cinq7)
  - Alain Souchon pour l'album Âme fifties (Parlophone Music France)
- Meilleure interprète féminine :
  - Clara Luciani pour l'album Sainte-Victoire super édition (Initial Artist Services)
  - Aya Nakamura pour l'album Nakamura (Warner Music France)
  - Vanessa Paradis pour l'album Best of & Variations (Universal Music Division Barclay)
  - Catherine Ringer pour l'album Best of Rita Mitsouko (Because Music)
  - Véronique Sanson pour l'album Duos volatils (Sony Columbia)